# Nodal
Nodal oder NODAL ist ein Protein, das im Menschen vom Gen NODAL  kodiert wird, das auf dem langen Arm des Chromosoms 10 lokalisiert ist (Genlocus 10q22.1). Als Signalprotein gehört Nodal zu den Zytokinen aus der TGF-β-Superfamilie von Wachstums- und Differenzierungsfaktoren.
Dem vom Mausgen Nodal kodierten Nodal (354 AS) ist das NODAL des Menschen homolog. Es ist eine 347 Aminosäuren lange Polypeptidkette, die in der menschlichen Zelle – ebenso wie bei der Maus durch Abspaltung des 110 AS langen C-terminalen Endes – zu einem Präkursorprotein prozessiert wird, aus dem wiederum durch Spaltung das 26 AS lange eigentliche Signalpeptid gebildet wird, das sich von dem gleich langen der Maus in seiner Aminosäurenfolge  unterscheidet. Dieses kurze Peptid kann in die extrazelluläre Umgebung sezerniert werden und wirkt dann auf dafür rezeptive Zellen in der Nachbarschaft als ein Signal (Signaltransfer).
Als Zytokin spielt Nodal homolog beim Menschen eine wichtige Rolle in seiner ontogenetischen Entwicklung, denn es ist unter anderem an der Ausbildung der links-rechts-Asymmetrie für die Lage von Organen, etwa des Herzens, beteiligt.
In ähnlicher Funktion ist es nicht nur bei anderen Arten von Wirbeltieren (Vertebrata) zu finden, sondern auch von anderen Chordatieren (Chordata), sowohl Schädellosen als auch Manteltieren, sowie bei anderen Neumündern (Deuterostomia), etwa Stachelhäutern; daneben wurde es innerhalb der Stammgruppe der Urmünder (Protostomia) bei Schnecken – nicht jedoch im Fadenwurm C. elegans und im Gliederfüßer Drosophila – gefunden, die ebenso zur Unterabteilung der Zweiseitentiere (Bilateria) im Reich vielzelliger Tiere (Metazoa) zählen.
Während der sehr frühen Embryogenese wird in der dritten Entwicklungswoche für den menschlichen Keim die (anterior-posteriore) Längsachse des Körpers selbstorganisiert festgelegt durch den Primitivknoten als morphogenetischen Organisator. Diese (nodalen) Zellen am vorderen Ende des Primitivstreifens bilden Signalstoffe und verteilen sie aus der Primitivgrube über die von ihnen durch Zilienrotation erzeugte Strömung in der extraembryonalen Flüssigkeit. Da jede der Monozilien mit selbem Drehsinn rotiert und alle in gleicher Richtung geneigt sind (nach posterior), ergibt sich daraus eine gerichtete Strömung (von dorsal gesehen gegen den Uhrzeigersinn), schon bei nur zwei Zilien. Daher können andere Zellen der äußeren Keimschicht von diesen Signalen richtungsabhängig verschieden erreicht werden und unterschiedlich antworten: NODAL wird von Zellen auf einer Seite deutlich stärker exprimiert als auf der anderen Seite, womit weitere Schritte eingeleitet (induziert) werden, die später zur asymmetrischen Lage einiger Organe im bilateralen Organismus führen. Bei einer umgekehrten Strömungsrichtung ergibt sich eine Umkehrung ihrer Lage (Situs inversus).
Darüber hinaus spielt NODAL noch bei anderen Schritten im Entwicklungsprozess eine Rolle, etwa bei Musterbildungen und Differenzierungen im Neuralgewebe, die bei verschiedenen Spezies auch unterschiedlich sein kann.